# Amadeus August
Amadeus August (ur. 6 maja 1942 we Wrocławiu, zm. 6 lipca 1992 w Monachium) – niemiecki aktor telewizyjny, filmowy i teatralny.

## Życiorys

### Wczesne lata
Urodził się we Wrocławiu. Po ukończeniu szkoły średniej, studiował na wydziale wokalnym na Uniwersytecie w Tybindze, uczył się aktorstwa w szkole teatralnej w Bochum.

### Kariera
Występował w teatrach: w Hanowerze, Kleinen Komödie w Monachium, Renaissance-Theater w Berlinie, Theater am Dom w Kolonii, Theater in der Josefstadt w Wiedniu, Schauspielhaus (Wien) w Wiedniu oraz na Festiwal Heppenheim, gdzie w 1985 roku przyjął tytułową rolę w sztuce Faust Johanna Wolfganga von Goethego.
W 1971 zagrał tytułowego zawadiakę w serialu ZDF Quentin Durward na motywach powieści przygodowej Waltera Scotta. Z dnia na dzień stał się zdobył popularność w Republice Federalnej Niemiec. W 1972 otrzymał brązową statuetkę Otto, przyznawaną przez czytelników dwutygodnika „Bravo” w kategorii Gwiazdor TV. W komedii Claude Zidiego Cenny depozyt (La course a l'échalote, 1976) z Pierre Richardem i Jane Birkin wystąpił jako Gunther.
Zajmował się także dubbingiem, użyczył swojego głosu za Edwarda Alberta, (Motyle są wolne), Richarda Chamberlaina (Powrót muszkieterów) czy Roya Thinnesa (Falcon Crest).

### Życie prywatne
Był bliskim przyjacielem zmarłego na AIDS austriackiego aktora Wernera Pochatha (1939-1993).
6 lipca 1992 w Monachium zmarł na AIDS. Jego grób znajduje się na cmentarzu w Unterhaching.

## Filmografia

### Filmy fabularne
- 1970: O Happy Day jako Robert
- 1970: Beiß mich, Liebling jako Peter Busch
- 1972: Die keusche Susanne jako Paul, także syn
- 1972: Sie liebten sich einen Sommer jako Stefan
- 1972: Krwawy piątek (Blutiger Freitag) jako Christian Hofbauer
- 1975: Cenny depozyt (La course a l'échalote) jako Gunther
- 1975: Baby Hamilton oder Das kommt in den besten Familien vor jako Charles
- 1976: Das Kleine Hofkonzert
- 1978: Feuerwasser jako John Polachek
- 1980: Heiße Kartoffeln jako dr Johannes Kniefel
- 1982: Der grüne Stern jako Gottfried Hofer
- 1983: Hanna von acht bis acht
- 1986: Atak (De Aanslag) jako Hauptsturmführer
- 1988: Una Casa a Roma
- 1988: Il treno di Lenin
- 1989: Gummibärchen küßt man nicht jako Spy Leader
- 1989: Dick Francis: In the Frame jako Hermann Forster
- 1990: Noc Lisa (Night of the Fox) jako Muller
- 1990: Theater: Die Möwe jako Trigorin
- 1991: Naznaczona (L'Impure) jako Robert
- 1991: L’amour maudit de Leisenbohg (TV)

### Seriale TV
- 1971: Quentin Durward jako Quentin Durward
- 1973: Der Kommissar jako Rolph Bergmann
- 1973: Algebra um acht
- 1977: Pariser Geschichten
- 1978: Der Alte jako Martin Ackermann
- 1978: Le temps des as jako Helmut Lutz
- 1979: Derrick jako dr Klemm
- 1979: Le roi qui vient du sud jako Bellegarde
- 1979: Mathias Sandorf jako Étienne Bathory
- 1980: I.O.B. Spezialauftrag jako
- 1980: La conquête du ciel jako Lutz
- 1983: L’homme de Suez
- 1984: Tatort
- 1985: Ein Heim für Tiere
- 1986: Der Alte jako Albert Pfeiffer / Daniel Grevenau
- 1987: Biedna mała bogata dziewczynka (Poor Little Rich Girl: The Barbara Hutton Story) jako hrabia Haugwitz-Reventlow
- 1988: Dirty Dozen: The Series jako Bruner
- 1988: Der Alte jako Gerhard Becker
- 1988: Derrick jako Gregor
- 1989: Der Alte jako Torsten Horstmann
- 1990: Rodzina Guldenbergów (Das Erbe der Guldenburgs) jako Maurice Bernard
- 1990: Le gorille  jako Helmut Nüchtern
- 1991: La misère des riches II
- 1992: Der Fotograf oder Das Auge Gottes
- 1992: Glückliche Reise jako Armin Jobst
- 1992: Der Alte jako Philip Belum
- 1993: Tisch und Bett